# 珍·馬卡納馬拉
安妮·珍·馬卡納馬拉（英語：Annie Jean Macnamara，1899年4月1日—1968年10月13日）是澳大利亚医学博士和科学家，以对儿童健康和福利的贡献而闻名。1935年，被授予大英帝国勋章。 

## 生平
安妮·珍·馬卡納馬拉17岁時进入墨尔本大学就讀，并于1922年獲得理学学士。   
1923年，馬卡納馬拉成为墨尔本皇家兒童醫院的住院医生。她在儿童医院工作期间，發生了小儿麻痹症疫情，她与弗蘭克·麥克法蘭·伯內特合作发现了多種脊髓灰质炎病毒株，这一發現对于后来脊髓灰質炎疫苗的研發非常重要。1925年至1931年期间，她成為维多利亚州脊髓灰质炎委员会的顾问和医务人员，1930年至1931年期間，她被新南威尔士州、南澳大利亚州和塔斯馬尼亞州的官方機構聘請為小儿麻痹症名誉顾问。
1931年，她获得了洛克菲勒奖学金，前往英国和美国学习骨科知識。1934年返回澳大利亚时，她嫁给了皮肤科医生约瑟夫·伊凡·康纳（Joseph Ivan Connor），他们有两个女儿，琼（Joan）和梅兰（Merran）。
1968年，馬卡納馬拉因心血管疾病去世，享年69岁。
1995年，澳大利亞發行的面額45分的郵票中印有馬卡納馬拉和弗兰克·麦克法兰·伯内特。